# Jože Zelen
Jože Zelen, Slovenski politik, * 13. marec 1830, Senožeče, † 24. julij 1919, Senožeče.

## Življenje in delo
Jože Zelen, stari oče Danila Zelena, je bil posestnik in trgovec v Senožečah. Po upravni reformi in oblikovanju nove občine Senožeče je bil 22. septembra 1866 izbran za župana. V njegovem prvem mandatu, do 11. julija 1874, so v Senožečah okoli leta 1870 ustanovili društvo Narodna čitalnica, ter začeli graditi novo štirirazredno ljudsko šolo, ki je bila končana leta 1876. V kmečki kuriji Notranjskega volilnega okraja  je na listi »Staroslovencev« 7. julija 1877 kandidiral na volitvah v Kranjski deželni zbor, a ni uspel. Za župana občine Senožeče je bil ponovno izvoljen 12. junija 1882. Zaradi političnih nasprotij med takratnimi veljaki je z mesta župana odstopil, kasneje pa je ponovno kandidiral v kmečki kuriji notranjskega volilnega okraja na volitvah v deželni zbor in bil 21. novembra 1885 na listi Katoliške narodne stranke tudi izvoljen. V šestletnem mandatu je bil med aktivnejšimi poslanci. Poleg podpore politiki svoje stranke se je posebej zavzemal za interese svojega volilnega okraja, kot npr. za železniško povezavo med Škofjo Loko in Divačo preko Senožeč in regulacijo struge reke Pivke.